# Хрия
Хри́я — застарілий термін риторики; промова на задану тему в ораторському мистецтві, лаконічний анекдотичний дотепний текст, інколи дидактичного чи філософського змісту. Іноді близька до апофегми, сентенції, гноми, хіазму, максими.
Наука риторики виділяє в складі хриї такі основні частини:
- вступ (роз'яснення теми, експлікація)
- причину — доказ тези (ця теза вірна, тому що …)
- протилежність — якщо ні, то…
- подобу — порівняння цього явища зі суміжними областями
- приклад або ілюстрацію
- свідоцтво (посилання на авторитет)
- висновок (своє ставлення до теми).

Хрия, таким чином, є якась сукупність прийомів для розвитку запропонованої теми. В античні часи, коли ораторське мистецтво стає предметом системного наукового осмислення, і виникає риторика, як наука «винаходу і розташування думок», перші ритори-теоретики починають систематизувати ці способи. Використовувані в навчальних цілях збірники хрий були популярні; найдавніші з них були складені риторами Гермогеном Тарським і Афтонієм Антіохійським.
Нестрога (вільна) хрия — спосіб міркування, при якому спочатку підбираються окремі аргументи, а потім формується сама теза. Він також називається індуктивним (сократівським).